# UlykkesPatientForeningen
UlykkesPatientForeningen udspringer af Landsforeningen til Børnelammelsens Bekæmpelse, der i 1985 blev til Landsforeningen af Polio-, Trafik- og Ulykkesskadede (PTU), og siden til UlykkesPatientForeningen.
UlykkesPatientForeningen hjælper mennesker, der har været ude for en alvorlig ulykke. Uanset om ulykken harer fundet sted i trafikken, fritiden eller på arbejde. Foreningen tilbyder også rådgivning til de pårørende.
UlykkesPatientForeningen er en stemme for nogle af de flere end 100.000 danskere, der har alvorlige følger efter en ulykke. Foreningen arbejder for at forbedre livsvilkårene for ulykkespatienter og for at støtte og gennemføre forskning, der gør en afgørende forskel for ulykkesramte. Derudover omfatter foreningen også Specialhospitalet for polio og ulykkespatienter,  Specialrådgivningen samt HandicapBilistCentret.

## Hvem er foreningens medlemmer?
UlykkesPatientForeningen er åben for alle, både ulykkesramte og støtter. Foreningens medlemmer er ikke ens, men flertallet af medlemmerne har piskesmæld, hjernerystelse, rygmarvsskader, amputationer, svære knoglebrud eller kroniske smerter
Holger Kallehauge var formand for det daværende PTU, nu Polioforeningen og UlykkesPatientForeningen disse foreninger har fælles bestyrelser og kredse, eneste sted de er adskilt er med navnene, fra 1973 til han gik af kort før sin død i 2014. Den nuværende formand er ulykkespatient Janus Tarp.